# 神學系
神學系是一種設立於基督教或天主教神學院的科系。畢業可獲得神學學士（Bachelor of Theology）。

## 就讀
限定基督教徒或天主教徒，修士，以培育教會牧靈人才。
一般專為有計劃晉升司鐸的修士而設。:252

## 概述
課程通常包括新約希臘語，神學，哲學，教會歷史，牧靈神學，希伯來聖經（舊約）和新約研究。
課程也包括信理神學，修讀者因而需要具備至少兩年基礎哲學的背景。:245

## 出路
可至教會牧會提出考牧，或深造道學碩士，神學碩士。教義學碩士。

## 台灣
- 輔仁大學神學院(今輔仁聖博敏神學院)最早在大學開設神學系。後在輔仁大學內推動設立輔仁大學天主教研修學士學位學程。兩者畢業後均獲得神學系神學士學位。
- 長榮大學神學院也曾設立神學系。之後停招。[3][4]

## 制度
依照入學的學歷給予不同的修習學分。